# Placas de identificação de veículos na Samoa Americana
Conteúdo nesta wiki foi traduzido da wikipédia inglesa: Vehicle registration plates of American Samoa Clique no link para saber mais
O território não incorporado da  Samoa Americana  exigiu que seus moradores registrassem seus veículos motorizados e e deixassem placas de identificação de veículos  a mostra pela primeira vez em 1924.
Em 1956, os Estados Unidos, Canada, e México chegaram a um acordo com a Associação Americana das Administradoras de Veículos Motorizados, a Associação dos Fabricantes de Automóveis, e o Conselho Nacional de Segurança que padronizou o tamanho das placas de identificação para veículos(exceto aqueles para motocicletas) de 6 in (15 cm) em altura por 12 in (30 cm) em comprimento, com orifícios de fixação padronizados. Samoa Americana adotou esses padrões em 1977.

## Base da Placa

### 1945 até 1969
| Imagem | Data de emissão | Design                 | Slogan                               | Formato da série | Séries Emitidas            | Notas |
| ------ | --------------- | ---------------------- | ------------------------------------ | ---------------- | -------------------------- | ----- |
|        | 1927            | branco no preto        | nenhum                               |                  |                            |       |
|        | 1945            | branco no azul         | nenhum                               | 12–45            |                            |       |
|        | 1946            | branco no verde escuro | nenhum                               | 12–46            |                            |       |
|        | 1947            | branco no vermelho     | nenhum                               | 12–47            |                            |       |
|        | 1948            | azul no amarelo        | nenhum                               | 12–48            |                            |       |
|        | 1949            | preto no branco        | nenhum                               | 12–49            |                            |       |
|        | 1950            | branco no azul         | nenhum                               | 12–50            |                            |       |
|        | 1951            | laranja no azul exuro  | nenhum                               | 12–51            |                            |       |
|        | 1952            | preto no amarelo       | nenhum                               | 123              | 1 até aproximadamente 150  |       |
|        | 1954            | branco no azul escuro  | nenhum                               | 123              | 1 até aproximadamente 150  |       |
|        | 1955            | branco no vermelho     | nenhum                               | 123              |                            |       |
|        | 1956            | azul no branco         | nenhum                               | 123              | 1 até aproximadamente 140  |       |
|        | 1957            | branco no preto        | nenhum                               | 123              |                            |       |
|        | 1958            | branco no vermelho     | nenhum                               | 123              |                            |       |
|        | 1959            | vermelho no amarelo    | nenhum                               | 123              |                            |       |
|        | 1960            | branco no verde escuro | nenhum                               | 123              |                            |       |
|        | 1961            | branco no laranja      | nenhum                               | 123              | 1 até aproximadamente 130  |       |
|        | 1962            | preto no branco        | nenhum                               | 123              |                            |       |
|        | 1963            | verde olive no branco  | nenhum                               | 123              | 1 até aproximadamente 200  |       |
|        | 1964            | branco no verde        | nenhum                               | 123              | 1 até aproximadamente 380  |       |
|        | 1965            | branco no vermelho     | nenhum                               | 123              | 1 até aproximadamente 590  |       |
|        | 1966            | branco no azul         | nenhum                               | 123              | 1 até aproximadamente 560  |       |
|        | 1967            | branco no verde        | Pago Pago Motu O Fiafia[in English?] | 123              | 1 até aproximadamente 790  |       |
|        | 1968            | verde no branco        | Pago Pago Motu O Fiafia              | 1234             | 1 até aproximadamente 1200 |       |
|        | 1969            | branco no amarelo      | Pago Pago Motu O Fiafia              | 1234             | 1 até aproximadamente 1500 |       |

### 1970 to present
| Imagem | Data de emissão      | Design                                           | Slogan                    | Formato da série | Séries Emitidas | Notas                 |
| ------ | -------------------- | ------------------------------------------------ | ------------------------- | ---------------- | --------------- | --------------------- |
|        | 1970–72              | branco no azul escuro                            | Pago Pago Motu O Fiafiaga | 1234             | 0001 até 3000   |                       |
|        | 1973–76              | vermelho no branco                               | Pago Pago Motu O Fiafiaga | 1234             | 0001até 420     |                       |
|        | 1977–79              | azul escuro no branco reflexivo                  | Motu O Fiafiaga           | 1234             | 0001 até 4000   | First 6" x 12" plate. |
|        | 1980–87              | branco no verde reflexivo                        | Motu O Fiafiaga           | 1234             | 0001 até 9999   |                       |
|        | 1988–95              | preto no verde reflexivo                         | Motu O Fiafiaga           | 1234             | 0001 até 9999   |                       |
|        | 1996–98              | preto no amarelo reflexivo                       | Motu O Fiafiaga           | 1234             | 0001 até 9999   |                       |
|        | 1999–2010            | azul no branco reflexivo                         | Centennial 2000           | 1234             | 0001 até 9999   |                       |
|        | 2000                 |                                                  | Centennial 2000           |                  |                 | government            |
|        | 2010                 |                                                  | Motu O Fiafiaga           | 1234             |                 | narrow dies           |
|        | 2011–até hoje em dia | preto no gráfico reflexivo exibindo a Pedra Fatu | Motu O Fiafiaga           | 1234             | 0001 até 9999   |                       |

## Placas de veículos sem passageiros
| Imagem | Tipo        | Emitido pela primeira vez | Design                                               | Formato de Série | Séries Emitidas | Notas |
| ------ | ----------- | ------------------------- | ---------------------------------------------------- | ---------------- | --------------- | ----- |
|        | Agricultura |                           | O mesmo design das placas de veículos de passageiros | AC 123           |                 |       |

| Imagem | Tipo             | Emitido pela primeira vez | Design                                               | Formato de série | Séries Emitidas | Notas |
| ------ | ---------------- | ------------------------- | ---------------------------------------------------- | ---------------- | --------------- | ----- |
|        | Carro de Aluguel |                           | O mesmo design das placas de veículos de passageiros | R 123            |                 |       |